# 顯示性偏好
顯示性偏好理論（Revealed preference theory），經濟學術語，由美国经济学家保羅·薩繆爾森提出的消費者行為理論。通过这个理论可以从消费者行为分辨最好的可能选择。换句话说，消费者的消费习惯可以显示他们的喜好。

## 歷史背景
这个理论的出现，是基于消费者需求理论以邊際替代率作为依归。而邊際替代率的假设，就是消费者是为了把功用极大化而作消费决定。虽然功用极大化的假设不受争议，但顯示性偏好隐含着的功用函数就难以被准确计算。显示性偏好理论就能弥补需求理论的不足，借观察行为来界定功用函数。

## 理论
假设某甲有两个消费选择：买两个苹果和三条香蕉，或者买二条香蕉和三个苹果。如果两个选择的费用一样，而他选了前者，那就表示某甲喜欢前者多于后者。然后，这显示前者永远都较后者受欢迎。如果该消费者买后者，就一定是他负担不起买前者的费用。
理论进一步显示，偏好是带有傳遞關係的。如果我们有A、B、C到Z多个选择，而偏好A多于B、B多于C，如此类推。那结论就显示出，我们对A的偏好多于C，一直数下去，多于Z。有了这套理论，经济学家就可以规划与消费者理论的模组一致的無差異曲線。